# Reinhard Düchting
Reinhard Düchting (* 13. März 1936 in Witten; † 12. April 2018 in Heidelberg) war ein deutscher Mittellateinischer und Neulateinischer Philologe.

## Leben und Werk
Düchting wurde am 13. März 1936 als zweites von drei Kindern der Eheleute Emil Düchting (* 26. April 1901; † 26. Mai 1979) und Bertha Düchting, geb. Höper (* 3. September 1898; † 24. März 1980) in Witten an der Ruhr geboren. Das Abitur erlangte er nach einer zweimal krankheitsbedingt (Lungentuberkulose) unterbrochenen Schullaufbahn 1957 an der Oberschule für Jungen, dem späteren Städtischen Ruhr-Gymnasium Witten. Er begann 1957 in Heidelberg ein Studium zunächst der Evangelischen Theologie, Germanistik und anfangs noch der Anglistik. Er setzte das Studium an der Georg-August-Universität Göttingen fort, kehrte aber bereits nach einem Semester wieder nach Heidelberg zurück, wo die mittellateinische Philologie, der er sich, angeregt von Peter Wapnewski, seit 1959 verstärkt zuwandte, seit 1957 über ein von Walther Bulst gegründetes Seminar verfügte. Außer Bulst und Wapnewski waren die Theologen Hans Freiherr von Campenhausen und Gerhard von Rad sowie der Germanist Arthur Henkel die prägenden akademischen Lehrer. Nach dem 1. Staatsexamen 1962 erhielt er 1964 ebenda eine Assistentenstelle am Lehrstuhl, 1965 wurde er von Bulst promoviert mit einer Dissertation über Sedulius Scottus. Die 1968 bei Fink in München erschienene Arbeit unterzog erstmals das Corpus der 80 von Ludwig Traube herausgegebenen Gedichte aus dem Codex Bruxellensis 10615–10729 einer umfassenden textkritischen, metrischen, inhaltlichen und quellenkritischen Kommentierung und gilt bis heute als ein wichtiger Beitrag zum Verständnis dieser carmina. Deshalb wird sie neben der kritischen Neuausgabe durch Jean Meyers als ein Standardwerk zu deren Verfasser angesehen.
1976 habilitierte sich Düchting mit einer Schrift, die fünf Studien zu lateinischen Dichtungen des Früh- und Hochmittelalters vereinte. 1980 erhielt er in Heidelberg eine Professur (C 2), auf der er bis zu seiner Entpflichtung im Jahr 2000 verblieb. Seit 1984 nahm er darüber hinaus einen Lehrauftrag an der Universität Würzburg wahr, 1985 und 1986 eine Lehrstuhlvertretung an der Universität Göttingen.
Zusätzlich zur mittellateinischen Literatur, in der Dichtung und Metrik seine Schwerpunkte blieben, erweiterte Düchting sein Arbeitsgebiet auch um die neulateinische Literatur, die für seine Forschung immer größere Bedeutung gewann und aus der er zahlreiche Schriften (u. a. von Jakob Wimpfeling, Helius Eobanus Hessus, Justus Lipsius, Olympia Fulvia Morata, Georg Fabricius und David Chyträus) kommentierte und in Zusammenarbeit mit seinen Schülern auch herausgab.
Zu seinen Arbeitsgebieten gehörten außerdem die Heidelberger Regional- und Universitätsgeschichte, wozu er durch eine Vielzahl von Veröffentlichungen und Vorträgen Beiträge geleistet hat.
Er ist auch Verfasser des Abschnitts „Die mittellateinische Literatur“ im Neuen Handbuch der Literaturwissenschaft sowie zahlreicher Artikel in wissenschaftlichen Nachschlagewerken wie dem Harenbergs Lexikon der Weltliteratur, dem Killy Literaturlexikon, dem Lexikon des Mittelalters, der Religion in Geschichte und Gegenwart, der Theologischen Realenzyklopädie und dem Verfasserlexikon.
Reinhart Düchting war es außerordentlich wichtig, geisteswissenschaftliche Studien nicht allein im sogenannten Elfenbeinturm zu betreiben, sondern sie einer breiten kulturgeschichtlich interessierten Öffentlichkeit nahe zu bringen und so zur Erhaltung des kulturellen Erbes im lebendigen Bewusstsein beizutragen. Er spielte daher durch seine zahlreichen öffentlichen Vorträge, Beiträge zu Ausstellungskatalogen, Nachrufe und Würdigungen von Gelehrten und sonstige Artikel in der lokalen Presse und in wissenschaftlichen Zeitschriften sowie als Mitglied oder Kooperationspartner entsprechender Vereine und Arbeitsgemeinschaften, etwa des Freundeskreises für Archiv und Museum der Universität Heidelberg e. V., dessen Vorsitzender er seit 2003 war, der Società Dante Alighieri Comitato di Heidelberg e.V., des Heidelberger Geschichtsvereins e. V., des Heidelberger Donnerstagsclubs oder der Jung-Stilling-Gesellschaft e. V., eine herausragende Rolle im kulturellen Leben der Stadt Heidelberg und ihrer Umgebung, nicht zuletzt auch seines Wohnortes Sandhausen.
Düchting war seit 1964 verheiratet mit Doris Düchting, geb. Hartenstein (* 17. September 1936). Aus der Ehe gingen zwei Kinder hervor.

## Ehrungen
Am 28. Februar 2001 wurde Düchting mit der Goldmedaille (Nummus aureus) der Masaryk-Universität zu Brünn ausgezeichnet, deren Seminar für Klassische Philologie er seine mittellateinische Fachbibliothek gestiftet hatte.

## Schriften
- Sedulius Scottus. Seine Dichtungen. Fink, München 1968, (Zugleich: Heidelberg, Universität, Dissertation, 1965).
- Studien zur lateinischen Dichtung des frühen und hohen Mittelalters. Heidelberg, 1976, (ungedruckte Habilitationsschrift), daraus veröffentlicht:
  - Versus de ordinibus. In: Mittellateinisches Jahrbuch. Bd. 16, 1981, S. 217–222.
  - Wiedergefundene Versus Salomos III. In: Walter Berschin, Reinhard Düchtung (Hrsg.): Lateinische Dichtungen des X. und XI. Jahrhunderts. Festgabe für Walther Bulst zum 80. Geburtstag. Schneider, Heidelberg 1981, ISBN 3-7953-0642-6, S. 118–128.
  - Amalar, Versus marini. In: Albert Lehner, Walter Berschin (Hrsg.): Lateinische Kultur im VIII. Jahrhundert. Traube-Gedenkschrift. EOS-Verlag, St. Ottilien 1989, ISBN 3-88096-695-8, S. 47–58.
  - Lothar in Xanten (Sedulius Scottus XXV): ein Fall irregeleiteter divinatio textus. In: Günter Bernt, Fidel Rädle, Gabriel Silagi (Hrsg.): Tradition und Wertung. Festschrift für Franz Brunhölzl zum 65. Geburtstag. Thorbecke, Sigmaringen 1989, ISBN 3-7995-7065-9, S. 85–96.
- Die mittellateinische Literatur. In: Henning Krauß (Hrsg.): Neues Handbuch der Literaturwissenschaft, Bd. 7 Das Hochmittelalter. Akademische Verlagsgesellschaft Athenaion, Wiesbaden 1981, S. 487–512. ISBN 3-7997-0768-9
- als Herausgeber und Verfasser des Nachwortes: Georg Sohn: Rede vom Ursprung der Universität Heidelberg 1587 (= Carl-Winter-Universitätsverlag Heidelberg. Jahresgabe. 1988/1989). Faksimile der Erstveröffentlichung von 1615. Winter, Heidelberg 1988, ISBN 3-533-04076-3.
- als Herausgeber und Verfasser des Nachwortes: Jakob Wimpfeling: Immunitatis & libertatis ecclesiastice statusq(ue) Sacerdotalis Defensio. Auisamentu(m) de concubinarijs no(n) absolue(n)dis quibuscu(m)q(ue). Landeskirchenrat der Evangelischen Kirche der Pfalz, Speyer 1990, S. 41–54: Nachwort.
- als Herausgeber und Verfasser des Nachwortes: Johann Heinrich Jung-Stilling: Über den Geist der Staatswirtschaft. Manutius, Heidelberg 1990, ISBN 3-925678-18-2, S. 39–45: Nachwort.
- als Herausgeber und Verfasser des Nachwortes: Heinrich Luden: Vom freien Geistesverkehr. Preßfreiheit, Censur, Buchhandel und Nachdruck (= Carl-Winter-Universitätsverlag Heidelberg. Jahresgabe. 1990/1991). Nachdruck des Beitrags aus Nemesis, Zeitschrift für Politik und Geschichte, 2. Band, Weimar 1814. Winter, Heidelberg 1990, ISBN 3-533-04362-2.
- als Herausgeber mit Hans Thurn: Vita Benedicti. Würzburg, Universitätsbibliothek, M.p.th.q.8 (= Codices illuminati medii aevi. 21). Farbmikrofiche-Edition. Edition Lengenfelder, München 1991, ISBN 3-89219-021-6 (Beschreibung der Bilderhandschrift, Edition der Bis-bini-Verse).
- als Herausgeber: David Friedrich Strauß: Der Romantiker auf dem Throne der Cäsaren oder Julian der Abtrünnige. Faksimile der Ausgabe Mannheim 1847. Manitius, Heidelberg 1992, ISBN 3-925678-23-9, S. 81–97: Nachwort.
- als Herausgeber und Verfasser des Nachwortes: Carmina Burana. Lieder der Vaganten. Lateinisch und Deutsch. Eine Auswahl. Nach Ludwig Laistner neu herausgegeben. 6. Auflage (Neuausgabe). Schneider, Gerlingen 1993, ISBN 3-7953-0909-3, S. 191–244: Nachwort.
- als Herausgeber und Verfasser des Nachwortes: Albert Mays: Heidelberg, gefeiert von Dichtern und Denkern. Faksimile der Ausgabe Heidelberg 1886. Manutius, Heidelberg 1994, ISBN 3-925678-11-5, S. 147–150: Nachwort.
- als Herausgeber mit Boris Körkel: David Chytraeus: Kraichgau. = De Creichgoia (= Heimatverein Kraichgau e.V. Sonderveröffentlichung. 21). Faksimile der Ausgabe Wittenberg 1561. Mit Übersetzung und Nachwort. Verlag regionalkultur, Ubstadt-Weiher 1999, ISBN 3-89735-100-5, S. 99–145: Nachwort.
- als Herausgeber mit Antje Kohnle: Jakob Wimpfeling: Lob des Speyerer Doms. = Laudes ecclesiae Spirensis. Faksimile der Inkunabel von 1486, Pfälzische Landesbibliothek Speyer, Inc. 141. Edition, Übersetzung und Kommentar. Reichert, Wiesbaden 1999, ISBN 3-89500-101-5.
- als Herausgeber mit Boris Körkel: Markus Friedrich Wendelinus: Wunder des Nil. = Admiranda Nili 1623. Faksimileausgabe mit Dokumenten und Nachwort. Winter, Heidelberg 2000, ISBN 3-8253-0879-0.
- als Herausgeber mit Manfred Mindt: Johann Heinrich Jung-Stilling: Über die Ursprünge von Gebirgen und Erzgängen. = De originibus montium et venarum metallicarum (= Jung-Stilling-Studien. Bd. 5). Rede zur Übergabe des Prorektorates an der Marburger Universität am 1. Januar 1793. Jung-Stilling-Gesellschaft e.V., Siegen 2004, ISBN 3-928984-27-6.
- mit Carsten Juwig: Heidelberger Köpfe. Die Professorenporträts von Dénes v. Szebeny (= Universitätsmuseum Heidelberg. Kataloge. 1, ZDB-ID 2205092-9). Ausstellung im Universitätsmuseum Heidelberg, 28. Oktober 2004 – 23. Januar 2005. Universitäts-Museum, Heidelberg 2004.
- Sibi et amicis. Erinnerungen, kleine Studien, Schriftenverzeichnis. Mit einem Brief von Georg Ellinger an Fritz Homeier, hrsg. von Jolanta Wiendlocha. Mattes, Heidelberg 2006, ISBN 3-930978-77-6